# Дорога домой (фильм, 1999)
«Дорога домой» (кит. упр. 我的父亲母亲, пиньинь wǒde fùqin mǔqin, букв. «Мои отец и мать») — китайский кинофильм, снятый в 1999 году режиссёром Чжан Имоу. Фильм стал кинематографическим дебютом актрисы Чжан Цзыи, ставшей одной из наиболее популярных актрис Китая. Сценарий фильма «Дорога домой» был написан Бао Ши, который адаптировал свой роман «Память». Фильм был снят сразу же после предшествующего фильма Имоу «Ни одним меньше» и выпущен в прокат в Китае осенью 1999 года.

## Сюжет
«Дорога домой» — история любви деревенской девушки и молодого учителя. Уже будучи взрослым, их сын приезжает из большого города домой на похороны отца.
Начало фильма чёрно-белое, действие происходит в современном Китае; сын возвращается в родную деревню из города, узнав о смерти отца. Мать, Чжао Ди, настаивает, чтобы, согласно традиции, гроб с телом отца перенесли пешком из больницы в их дальнюю деревню: тогда дух её мужа будет помнить дорогу домой. В качестве рассказчика сын повествует историю любви своих отца и матери, ставшую в деревне легендарной. В тот момент, когда начинается рассказ о прошлом, унылые чёрно-белые тона сменяются яркими красками.
Его отец, Ло Чанъюй, приехал в деревню работать учителем. Чжао Ди (Чжан Цзыи) сразу в него влюбилась, и он ответил ей взаимностью. Так началась история их любви, которая в ту пору проявлялась большей частью во взглядах друг на друга украдкой. К сожалению, вызванный правительством в город Ло был вынужден покинуть возлюбленную. (Некоторые критики считают, что относящаяся к прошлому часть фильма происходит во времена антиправого движения, а Ло был вызван на допросы и расследование). Чжао Ди безмерно тосковала по любимому и однажды, после долгого ожидания его приезда снежным зимним днём на обочине дороги, серьёзно заболела; настолько серьёзно, что в деревне опасались за её жизнь. Прослышав об этом, учитель смог тайком выбраться в деревню. Чжао Ди не могла сдержать слёз счастья от встречи с любимым. Но пожениться влюблённые не могли в течение ещё нескольких лет: учитель был наказан за самовольный отъезд из города.
Сюжет фильма возвращается в сегодняшний день и чёрно-белые тона. Сын осознаёт, насколько для его матери, Чжао Ди, важен ритуал несения гроба в деревню; он решает сделать всё необходимое, чтобы выполнить её желание. Деревенский староста уверен, что найти достаточно носильщиков и отнести тело отца домой — трудная задача, ведь в деревне осталось мало молодых и сильных мужчин. Тогда сын договаривается со старостой о необходимой, чтобы нанять носильщиков, сумме. Когда приходит время нести отца домой, откуда ни возьмись появляются более ста добровольцев, готовых помочь нести гроб с телом человека, который был в деревне их учителем и выучил не одно поколение. Староста возвращает деньги сыну: никто не захотел брать денег за работу, которую почёл за честь.
Наутро, в день отъезда на работу в город, сын осуществляет отцовскую мечту: проводит урок для детей в старом здании школы, ставшей сосредоточием истории любви его родителей. Во время урока он пользуется старым написанным отцом учебником.

## В ролях
- Чжан Цзыи — Чжао Ди в молодости, главная героиня фильма
- Чжэн Хао — Ло Чанъюй, молодой учитель, приехавший из города, муж Чжао Ди и отец рассказчика
- Чжао Юйлянь — Чжао Ди в старости
- Сунь Хунлэй — Ло Юйшэн, взрослый сын Ло Чанъюй и Чжао Ди и рассказчик в фильме, возвратившийся в родную деревню на похороны отца
- Ли Бинь — мать Чжао Ди

## Награды
- 2000 — два приза Берлинского кинофестиваля: «Серебряный медведь» — Гран-при жюри, приз экуменического жюри (оба — Чжан Имоу).
- 2000 — 4 премии «Золотой петух»: лучший фильм, режиссёр (Чжан Имоу), операторская работа (Хоу Юн), работа художника (Цао Цзюйпин). Кроме того, фильм был номинирован в категории «лучшая актриса» (Чжан Цзыи).
- 2000 — две премии «Сто цветов»: лучший фильм, лучшая актриса (Чжан Цзыи).
- 2000 — приз зрительских симпатий кинофестиваля в Любляне.
- 2001 — номинация на премию «Бодил» за лучший неамериканский фильм (Чжан Имоу).
- 2001 — приз зрительских симпатий кинофестиваля «Сандэнс».
- 2001 — премия «Хрустальный симург» за лучший фильм на 19-м Международном кинофестивале «Фаджр» (Иран).
- 2001 — приз зрительских симпатий за лучший международный фильм на Флоридском кинофестивале.
- 2001 — премия журнала «Кинэма Дзюмпо» за лучшую режиссуру зарубежного фильма (Чжан Имоу).
- 2002 — премия журнала «Кинэма Дзюмпо» за лучший зарубежный фильм по мнению читателей.